# NGC 247
NGC 247(콜드웰 62로도 알려짐)은 1110만 광년 떨어져 있으며, 고래자리에 위치한 중간나선은하(왜소나선은하로도 종종 분류됨)이다. 거리는 2011년 2월 말에 밝혀졌다.